# Wydawnictwo Pascal
Wydawnictwo Pascal – wydawnictwo turystyczne z Bielska-Białej oferujące przewodniki, mapy, książki ilustrowane i atlasy. 

## O wydawnictwie
Pascal wydał ponad 300 tytułów przewodników w kilku seriach, ponad 200 pozycji kartograficznych (w tym mapy, plany miast i atlasy samochodowe) oraz atlasy geograficzne, książki ilustrowane i przewodniki kulinarne. We współpracy z serwisem targeo.pl został przygotowany przewodnik dla narciarzy dostępny przez telefon komórkowy.
Wydawnictwo prowadzi także wortal, umożliwiający korzystanie z informacji o atrakcjach turystycznych, księgarni, forum podróżniczego.